# Кримська вулиця (Харків)
Кримська вулиця — вулиця у Харкові, у Шевченківському районі, в історичній місцевості Шатилівка. Прямує від Шатилівської вулиця до Авіаційної вулиці та Фанінського провулка.

## Розташування
Вулиця складається з двох окремих проїжджих частин, які йдуть приблизно паралельно одна одній від Шатилівської вулиця на північний схід до Фанінського провулка. Продовженням першої частини вулиці за Фанінський провулок служить Авіаційна вулиця.

## Історія
Кримська вулиця наявна в списку вулиць 1929 року.